# L'Île Ô
L'Île Ô est un théâtre flottant situé dans le 7e arrondissement de Lyon. L'Île Ô est le premier théâtre flottant d'Europe.

## Histoire

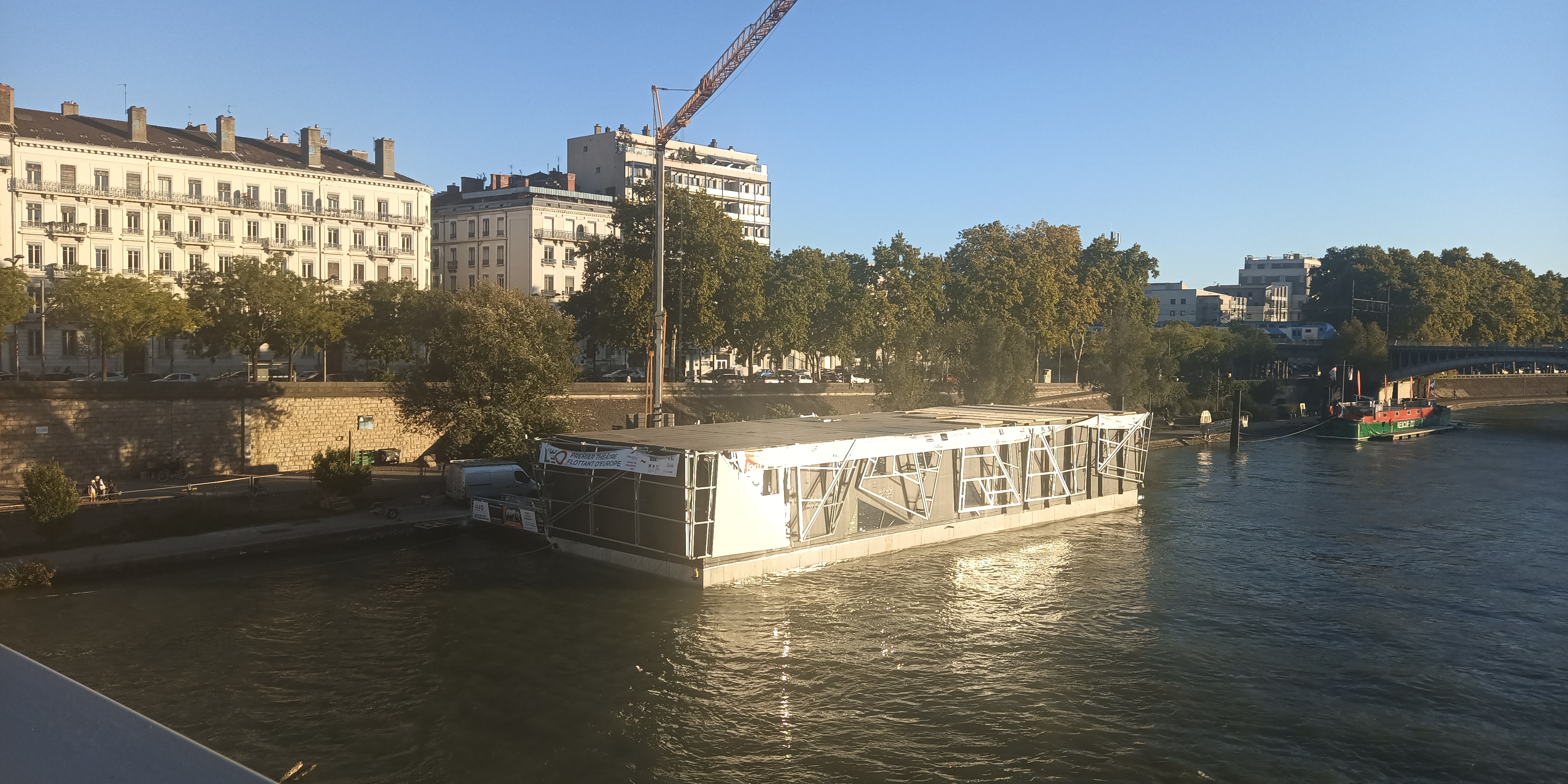
Le théâtre lors des finitions à quai

Le projet de l'architecte Koen Olthuis (agence Waterstudio), a été sélectionné en 2020 à la suite d'un appel à projets des VNF (Voies Navigables de France), gestionnaire du domaine public fluvial.
La construction du bâtiment est lancée en mars 2022 dans un chantier port Édouard Herriot, un peu en aval de son point d'attache final. 
La mise à l'eau de la coque a eu lieu le 23 mai 2022. Après achèvement, il est acheminé jusqu'à son point d'attache final au niveau de la berge Bertha Von Suttner, entre le viaduc de Perrache et le pont Galliéni sur la rive gauche du Rhône. Le théâtre a été arrimé à son point d'ancrage final le 5 octobre 2022 sur la berge Bertha Von Suttner. La mise en service a eu lieu le 14 janvier 2023 après exécution des derniers travaux (finition intérieure et pose des bardages extérieurs).
Le premier spectacle proposé dans la petite salle est « Chandelle ».

## Dimension
Son gabarit doit donc lui permettre de passer après construction sous les ponts Raymond Barre et Gallieni.
La structure est bâtie sur une coque en béton dont les caractéristiques sont : 500 tonnes, 38,33 m de long, , 11,40 m de large et 2,90 m de haut. Le théâtre lui même mesure 11 m de large et 45 m de long. La hauteur est de 9 m (une salle de théâtre a une hauteur minimale de 6 m). Sa structure démontable est composée de 6 cubes, construits en bois et en matériaux recyclables.
Le théâtre comprend deux salles (une salle principale de 244 places et une secondaire de 78 places), 295 m2 d'espaces modulaires pour des ateliers et une terrasse. Ainsi, le théâtre peut accueillir jusqu'à 250 personnes.
Le coût de 2,6 millions d'euros est totalement financé par l'association Patadôme théâtre d'Irigny et des investisseurs privés.

## Activités
Le théâtre L'Île Ô est spécialisé dans la programmation pour les enfants (à partir de 3 mois) et les familles. Il propose des spectacles, des cours hebdomadaires de théâtre, d'improvisation et de danse. Des stages de 5 jours sont organisés pendant les vacances scolaires pour permettre aux enfants (de 4 à 17 ans) de découvrir et pratiquer le théâtre.
Il accueille également des séminaires d'entreprises dans l'ensemble de ses espaces. 
L'Île Ô est également un organisme de formation certifié Qualiopi à destination des entreprises.